# Don Juan & comp.

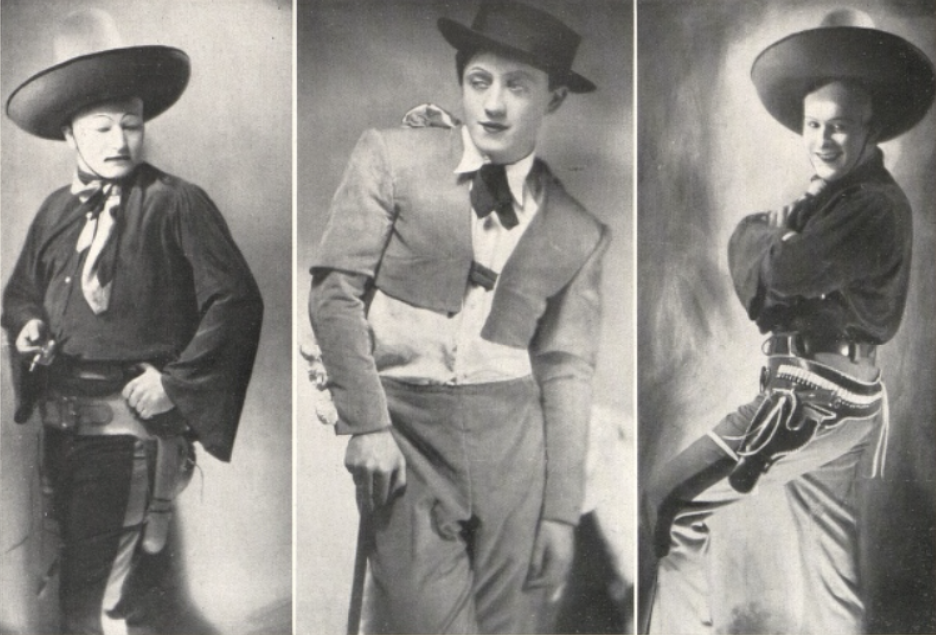
Jan Werich, František Vnouček a Jiří Voskovec

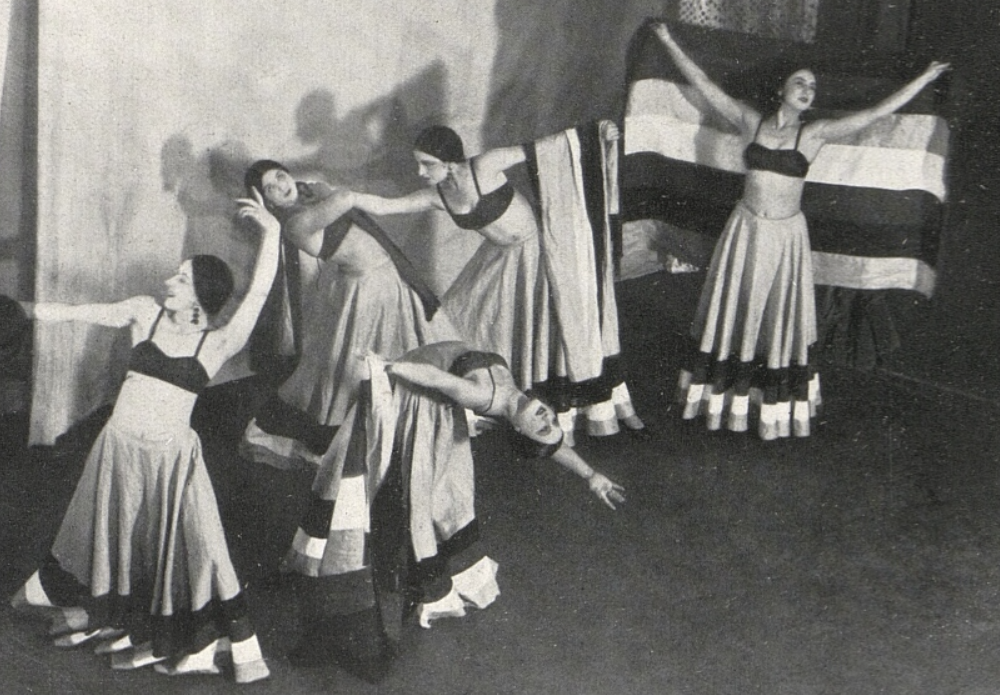
Jenčíkovy girls

Don Juan & comp., Revue o 7 obrazech je 11. divadelní hra Jiřího Voskovce a Jana Wericha. Hra měla premiéru 13. ledna 1931 v Osvobozeném divadle. Hudbu ke hře složil Jaroslav Ježek, choreografii Joe Jenčík, výpravu a kostýmy František Zelenka.

## Historie
Po úspěchu hry Sever proti jihu přišli s námětem Dona Juana. Postavu Dona Juana ale obrátili na ruby. Z Juana udělali stydlivého a věčně opilého muže a naopak z jeho sluhy Leporella udělali „Dona Juana“. Inscenace nesklidila moc velký úspěch. Jaroslav Ježek však neúspěch vyvážil geniální hudbou.

## Osoby a obsazení
| František Vnouček | Don Juan                                             |
| Václav Trégl      | Leporello, jeho sluha                                |
| Nina Bártů        | Isabel                                               |
| Čeněk Šlégl       | Fernandez                                            |
| Bolek Prchal      | Admirál                                              |
| Miloš Nedbal      | Don Gonzalo de Ulloa, guvernér provincie Nové Toledo |
| Antonín Dvořák    | Poustevník Unus                                      |
| Jiří Voskovec     | Don Parola, karbaník a čarostřelec                   |
| Jan Werich        | Don Pandero, karbaník a čarostřelec                  |
| Song club         | Sbor postevníků                                      |
| Michálek & Jůn    | Stepující poustevníci                                |
| Jeníčkovy girls   | Přítelkyně guvernérovy                               |

Děje se v jihoamerické provincii Nové Toledo

## Děj
V provincii Nové Toledo je vypsána odměna 25 000 pesetas na Muže z jihu (Don Parola a Don Pandero). Tito muži hledají poklad. Guvernér jim plánuje poklad zabavit, za poklad nakoupit zbraně, provést státní převrat, vyhlásit království Nové Toledo, svoji dceru Isabel provdat za Dona Juana a oba instalovat na trůn. Jenže Isabel zemřela v klášteře. Aby guvernér měl proč dělat revoluci, přivedou Admirál a Fernandez z kláštera Terezu, aby se vydávala za Isabel. Admirál a Fernandez však chtějí pouze ukrást guvernérovi zlato a utéct do Monte Carla. Proto vydávají Terezu za Isabel. Tereza touží spatřit Dona Juana. Najde ho opilého na mol a lituje ho. Společně s Leporellem se rozhodnou udělat z Dona Juana opravdového Dona Juana. Najde je však guvernér a chce je zasnoubit. Tereza guvernérovi ale řekne pravdu a guvernér jde hledat dopis s úmrtním listem. Opodál je poslouchali Admirál a Fernandez. Chtějí zavraždit Terezu a Don Juan ji brání holí, z níž se vyklube kord. Mezitím kdesi v poušti táboří Muži z jihu Don Parola a Don Pandero, kteří hledají poklad – dědictví. Ti přepadnou Leporella v Juanově domě. Juan tančí s Terezou domnívaje se, že je to Isabel. V této atmosféře je najde guvernér, urazí Terezu a Juan ho vyzve na souboj při němž ho „zabije“. Don Juan proto ujíždí na hřbitov svatého Bonifáce, kde má být schován poklad. Za ním se vydají Leporello a Tereza. Leporello navíc vzkáže po Unusovi mužům z jihu, aby za ním jeli na hřbitov. Unus si však myslí, že oněmi muži z jihu je Fernandez a Admirál. Z bezvědomí se probere guvernér, také zamění muže z jihu za Admirála a Fernandeze a vydá se za nimi na hřbitov. Jako první na hřbitov přijede Juan, pak Leporello a Tereza. Nakonec přijede na hřbitov guvernér, v patách mu jsou muži z jihu a aby se před nimi schoval, dělá sochu. Muži z jihu odkryjí hrobku, kde se nalézá poklad, jenže kámen je moc těžký, a proto jej vrátí zpátky na hrobku, a tím uvězní Admirála a Fernandeze, kteří mezitím vlezli do hrobky. Aby si ukrátili dlouhou chvíli, vypráví si strašidelný historky. Nakonec zvednou kámen z hrobky, z níž vylezou Fernandez a Admirál s pokladem. Parola a Pandero je považují za halucinace a chtějí do nich střílet pro zábavu, čímž oba podvodníky odeženou. Zde se s nimi setká Juan. Když vidí guvernéra, kterého považuje za sochu, mluví k ní a ironicky ji zve na večeři. „Socha“ pozvání přijme. Doma Don Juan večeří s Terezou, která mu vyznává lásku. Juan ji neopětuje a rozbije zrcadlo, ve kterém byl pravým Donem Juanem. Nakonec přijde guvernér na večeři, gratuluje mu, že se stal pravým Donem Juanem a Muži z jihu přivádí spoutané podvodníky Admirála a Fernandeze. 

## Hudba ze hry
Písně ze hry: Pochod poustevníků, Prodám srdce, Prázdná náruč, Málokdo z lidí, Don Juan waltz, Není dobrodruh jako dobrodruh, Chodidla, Prodám srdce (parodie)

### Nahrávky
Některé písně a orchestrální skladby byly v roce 1930 a 1931 zaznamenány na gramofonové desky firmy Ultraphon:
1. Bugatti step, Jaroslav Ježek, orchestrální verze, dirigent Jaroslav Ježek, klavír Harry von Noé, nahráno v listopadu 1930
2. Don Parola a Don Pandero, Jaroslav Ježek / V+W, dirigent Jaroslav Ježek, nahráno březen 1931
3. Prázdná náruč, Jaroslav Ježek / V+W, dirigent Jaroslav Ježek, nahráno v březnu 1931
4. Don Juan waltz, Jaroslav Ježek, dirigent Jaroslav Ježek, nahráno v listopadu 1930
5. Chodidla (Happy Feet), Milton Ager, Jack Yellen / V+W, dirigent Jaroslav Ježek, nahráno v březnu 1931
6. Prodám srdce, Jaroslav Ježek / V+W, dirigent Jaroslav Ježek, nahráno v listopadu 1930
7. Prodám srdce (parodie), Jaroslav Ježek / V+W, dirigent Jaroslav Ježek, nahráno v březnu 1931
8. Isabel valse, Jaroslav Ježek, dirigent Jaroslav Ježek, nahráno v březnu 1931
9. Není dobrodruh jako dobrodruh, Jaroslav Ježek / V+W, dirigent Jaroslav Ježek, nahráno v březnu 1931[1]

## Nové provedení
Hrou Don Juan a comp. byla inspirována inscenace Studia Ypsilon Kostky jsou vrženy (aneb pocta Jaroslavu Ježkovi), která využila hudební složku a volně i základní dějovou linku. Premiéra představení se konala 15. a 17. prosince 2017.